# Balanococcus lianae
Balanococcus lianae är en insektsart som först beskrevs av Koteja 1988.  Balanococcus lianae ingår i släktet Balanococcus och familjen ullsköldlöss.
Artens utbredningsområde är Polen. Inga underarter finns listade i Catalogue of Life.